# Send Me an Angel (Scorpions-Lied)
Send Me an Angel ist ein Lied der deutschen Hard-Rock-Band Scorpions, aufgenommen für ihr elftes Studioalbum Crazy World (November 1990).

## Hintergrund
Das Lied wurde von Rudolf Schenker komponiert, von Klaus Meine geschrieben und von Keith Olsen und der Band produziert.
Die Erstveröffentlichung von Send Me an Angel erfolgte als Teil vom elften Scorpions-Studioalbum Crazy World am 29. Oktober 1990 bei den Musiklabels Mercury Records und Vertigo Records. Im Juni 1991 erschien das Lied als vierte Singleauskopplung aus dem Album.
Eine Orchesterversion des Liedes wurde für das 2000 erschienene Orchesteralbum Moment of Glory aufgenommen, auf dem der italienische Sänger Zucchero mitwirkte.
Während ihrer Unbreakable World Tour im Jahr 2005 sangen die Scorpions eine orientalisch angehauchte Duett-Version des Liedes, zusammen mit der israelischen Sängerin Liel Kolet. Im Dezember 2005 erschien davon auch eine Single.

## Komposition
Wie ihre vorherige Single Wind of Change ist der Song eine Ballade. Auch hier vergleichbar mit Wind of Change spielt die Band bei der Aufnahme des Liedes mit dem Zeitgeist. Bei Send Me an Angel wurden dabei ebenfalls die für die Scorpions charakteristischen Gitarrenwände weggelassen und ein Keyboarder für die Aufnahme engagiert, in diesem Fall der vor allem durch seine langjährige Zusammenarbeit mit Bryan Adams bekannte Kanadier Jim Vallance.

## Verwendung in den Medien
Das Lied wurde am Ende der fünften Folge der zweiten Staffel der Fernsehserie Cold Case – Kein Opfer ist je vergessen verwendet.

## Chartplatzierungen
| ChartsChartplatzierungen       | Höchstplatzierung | Wochen |
| ------------------------------ | ----------------- | ------ |
| Deutschland (GfK)              | 5 (22 Wo.)        | 22     |
| Österreich (Ö3)                | 8 (12 Wo.)        | 12     |
| Schweiz (IFPI)                 | 14 (9 Wo.)        | 9      |
| Vereinigtes Königreich (OCC)   | 27 (5 Wo.)        | 5      |
| Vereinigte Staaten (Billboard) | 44 (18 Wo.)       | 18     |

| ChartsJahrescharts (1991) | Platzierung |
| ------------------------- | ----------- |
| Deutschland (GfK)         | 74          |

## Coverversionen
- Das Lied wurde von dem deutschen Pop-Organisten Klaus Wunderlich auf einem seiner letzten Alben, Keys for Lovers, gecovert.
- Die schwedische Sängerin Sofia Kaarlson coverte den Song 2010 mit der Popgruppe Augustfamiljen.
- Die französische Gruppe Kaktus Project coverte den Song im Jahr 2013.
- Die Zwillingsschwestern Camille und Kennerly aus den USA coverten den Song 2013 als E-Harfen-Duett.
- Der puerto-ricanische Sänger Daddy Yankee verwendete das Instrumentalstück 2014 in seinem Song „Ora Por Mí“ mit einem anderen Text.
- Der Song wurde von der italienischen Sängerin Emma Marrone mit italienischem Text gecovert.

## Trivia
1994 brachte die Heavy-Metal-Band Black Sabbath das Studioalbum Cross Purposes heraus, das denselben brennenden Engel im Design des Covers enthält wie die Single „Send Me an Angel“.